# Ramiro Guedes de Campos
Ramiro Guedes Correia de Campos (Abrantes, Portugal 24 de Dezembro de 1903 - Lisboa, Portugal 7 de Dezembro de 1984) foi um notável poeta, orador e engenheiro químico português.

## Biografia
Frequentou o Colégio Militar entre 1915 e 1922.Co-fundador do Jornal do Colégio Militar, foi distinguido com a medalha de prata de Aplicação literária em 1917 e, no ano seguinte, nomeado por unanimidade, orador oficial do Colégio Militar. Foi mais tarde aluno do Instituto Superior Técnico (IST) onde se formou em Engenharia Química, tendo-lhe sido então conferido o prémio "Doutor Mário Bastos Wagner" destinado ao melhor aluno do curso. Entretanto, licenciou-se também em Ciências Histórico-Filosóficas na Faculdade de Letras de Lisboa. Enquanto estudante desta, publicou em 1923 (com apenas 19 anos de idade) na revista "Cultura" o memorável poema "Parábola da Areia e da Lágrima" que durante décadas esteve inserido em selectas literárias dos vários graus de ensino e que a famosa declamadora germano-argentina Berta Singerman, logo que teve dele conhecimento, imediatamente incluiu no seu repertório. 
Foi professor extraordinário da cadeira de Química Geral e Aplicada no IST, bem como responsável pelo Laboratório de Análises Químicas dos Serviços de Tratamento de Águas da Companhia das Águas de Lisboa. Entre 1933 e 1935, foi secretário do ministro das Obras Públicas Engº Duarte Pacheco e, posteriormente, membro permanente da Comissão de Programas Culturais da Emissora Nacional(EN), no tempo em que Henrique Galvão era presidente desta estação de radiodifusão.
Participou activamente no Congresso Luso-Espanhol para o Progresso das Ciências (Córdova, 1944) tendo apresentado a comunicação " Guia de ensaios normativos de análises químicas de águas potáveis". No âmbito deste tema publicou em 1973, em co-autoria com o Dr. Carlos Coutinho o livro "Águas potáveis e potabilizáveis".
Como orador, proferiu inúmeras palestras e conferências, versando essencialmente assuntos históricos, filosóficos, literários e artísticos, tendo-se sobretudo notabilizado pelos seus soberbos improvisos os quais, por prenderem de tal forma a atenção dos que o escutavam, era frequente a assistência no final ficar, mais de um minuto, de pé a aplaudi-lo.
Distinguiu-se no domínio da poesia, deixando diversas obras publicadas, de que se destacam o livro de exaltação patriótica “Portugal”, vencedor do prémio Antero de Quental em 1937 e o de poesia lírica "Dia perdido" cuja 1ª edição data de finais de 1941 e a 2ª de 1958.  Escreveu também vários autos, tais como: o "Auto da fundação" , representado em 1942, no castelo de Guimarães, dando início às comemorações do 8º centenário da Fundação de Portugal; o "Auto do ano novo" que preencheu toda a 1ª página do jornal "O século" no seu número de 1 de Janeiro de 1943; e, o "Auto do Infante de Sagres" levado à cena em 1960, em Lagos, integrado nas comemorações dos 500 anos da morte do Infante dão Henrique. Foi ainda autor da letra de alguns hinos, nomeadamente: em língua portuguesa, o da Infantaria portuguesa, o do Sporting Clube de Portugal e a Canção do Soldado; e, em língua inglesa, o Atlantic Anthem, hino oficial da NATO.
A sua fecunda actividade literária, que não se restringiu à poesia, embora quase votada ao esquecimento no pós 25 de Abril, foi todavia distinguida, no auge do Estado Novo, com importantes honrarias: prémio Amaranto de Ouro e título de Príncipe dos poetas portugueses nos primeiros Jogos florais que se realizaram em Portugal (EN,1937); o já referido prémio Antero de Quental; 1º prémio de Poesia Portuguesa nos Jogos florais Ibéricos de 1938; etc., etc.
Colaborou na revista escolar Chama (1960-1964). Escritos nas últimas décadas da sua vida alguns dos excelentes poemas que então produziu, apesar de inéditos,  chegaram a ser declamados nas Radiodifusão e Radiotelevisão Portuguesas (RDP e RTP, respectivamente) por João Villaret, Manuel Lereno e Maria Germana Tânger. A rara qualidade deles bem merecia que um dia viessem a ser reunidos em livro.
A sua memória perdura na toponímia portuguesa, em nomes de arruamentos.

## Obras literárias

### Poesia
- 1937 - Portugal: poemas
- 1941 - Dia perdido

### Teatro
- 1942 - Auto da fundação
- 1943 - Auto do ano novo
- 1960 - Auto do Infante de Sagres